# 德瑛 (那拉氏)
德瑛（？—1858年），那拉氏，清朝政治人物、進士出身。
道光十五年，登繙繹進士，授西陵工部主事。道光十九年，任孝陵禮部員外郎。道光二十三年，任戶部員外郎。道光二十七年，任翰林院侍讀；次年改日講起居注官，兼公中佐領。咸豐二年，任實錄館清文總校。咸豐四年，升任翰林院侍講學士。次年升任侍讀學士、詹事府詹事、繙繹鄉試副考官。咸豐六年，任內閣學士。咸豐七年，任玉牒館副總裁，兼鑲黃旗漢軍副都統、考試滿洲教習閱卷大臣，署禮部左侍郎、考試八旗漢軍中書閱卷大臣、文淵閣直閣事。有子慶麟、鍾麟。